# Коринт, Ловис
Франц Генрих Луис Коринт (нем. Franz Heinrich Louis Corinth; 21 июля 1858[…], Тапиау, провинция Пруссия[…] — 17 июля 1925[…], Зандворт, Северная Голландия[…]) — немецкий художник. Наряду с Максом Либерманом, Лессером Ури и Максом Слефогтом относится к наиболее видным представителям немецкого импрессионизма, хотя его последние работы часто считаются синтезом импрессионизма и экспрессионизма.

## Биография

### Детские годы и образование
Ловис Коринт родился в семье Генриха и Вильгельмины Коринт, державших кожевенную мастерскую и достаточно крупное фермерское хозяйство в Тапиау. Он был единственным общим ребёнком у своих родителей и воспитывался вместе с ещё пятью братьями и сёстрами от предыдущего брака матери. Дом детства Ловиса сохранился в современном Гвардейске, но был практически полностью перестроен в 2020—2022 годах, сейчас в нём находится музей, посвящённый художнику.
В 1866—1873 годах Луис посещал Кнайпхофскую гимназию в Кёнигсберге и проживал у своей тётки. В 1870 году с началом Франко-прусской войны в квартире тётки встали на постой солдаты. Когда в 1873 году умерла мать Коринта, он вернулся в родной дом, где несколько позже у него появилось желание стать художником.
Чтобы сын учился на художника, отец Ловиса Коринта продал усадьбу в Тапиау и переехал с ним в Кёнигсберг. Коринт поступил в академию, где основы живописи и историческую живопись ему преподавал Отто Гюнтер. Вместе с Гюнтером и другими учениками Коринт съездил в Берлин и Тюрингию, где побывал в мастерских Альберта Бренделя, который на тот момент руководил веймарской школой искусств, Фридриха Преллера и Карла Буххольца. В собственном творчестве Коринт сконцентрировался на портретах и пейзажах.

### Мюнхен, Антверпен, Париж
По рекомендации своего учителя Гюнтера в 1880 году Коринт поступил в Академию изобразительных искусств в Мюнхене, которая в те времена считалась наряду с парижской самым известным центром живописи и играла большую роль в культурной жизни города. Ловис Коринт сначала обучался в классе Франца Дефреггера, затем у Людвига Лёфца, который когда-то учился у Вильгельма Дица. Вместе с Коринтом в академии учились Ганс Ольде и Бернт Грёнвольд, дружеские отношения с которыми Луис сохранил и после учёбы. Коринт примкнул к направлению натурализма, которое в то время пыталось противостоять классической исторической живописи. Большое место в обучение занимала живопись ню. Ещё одним преподавателем, оказавший влияние на Коринта, стал Вильгельм Трюбнер, на смерть которого в 1920 году Коринт написал некролог.
В 1882—1883 годы Коринт отслужил в армии, а затем до возвращения к учёбе совершил с отцом поездку в Италию и к озеру Гарда.
В 1884 году Коринт провёл три месяца за учёбой в Антверпене. В том же году его ожидал первый международный успех с картиной «Заговор»: картина была награждена бронзовой медалью Лондонского салона. В антверпенском ателье появилась и одна из самых известных работ Коринта «Негр Отелло», представляющая собой портрет темнокожего мужчины. В октябре Коринт направился в Париж и поступил в частную Академию Жюлиана, где получил опыт работы с обнажённым женским телом. Этот период оказал значительное влияние на дальнейшее творчество художника и прежде всего на его женские портреты. Пребывание в Париже не принесло Коринту особого успеха, и он вернулся из Парижа с 20 крупноформатными картинами, большей частью ню. Пребывание в Париже одновременно с известными импрессионистами, когда в парижских галереях демонстрировались произведения уже умерших к тому времени Гюстава Курбе и Эдуара Мане, никак не отразилось в творчестве Коринта. Его вдохновляли выставки Жана-Луи-Эрнеста Мессонье, Вильгельма Лейбля и особенно ретроспектива Жюля Бастьен-Лепажа.
Летом 1886 года Коринт отправился вместе с Гансом Ольде на побережье Балтийского моря для написания пейзажей и портретов, в 1887 году он вернулся в Кёнигсберг и написал портрет своего отца, но и этот портрет вновь не был оценён в кёнигсберской академии.
В 1887 году Луис Коринт переехал на зиму в Берлин, где познакомился в частности с Максом Клингером, Вальтером Лейстиковом и Карлом Штауффером-Берном. Скорее всего именно в Берлине Коринт написал свой первый автопортрет. В следующем году Коринт вернулся домой в Кёнигсберг к своему тяжело больному отцу и написал до его смерти 10 января 1889 года его несколько портретов.

### Мюнхен, 1891—1900 годы
В 1890 году заявленная на Парижский салон картина Коринта «Пьета» («Снятие с креста») получила награду. Обнадёженный успехом Коринт в 1891 году решился вновь переехать в Мюнхен. Здесь он поселился в Швабинге. Вид из окна своей квартиры Коринт запечатлел в том же году на многих своих картинах. Коринт заинтересовался популярным в том время в Мюнхене творчеством на пленэре, когда художники покидали свои мастерские в поисках сюжетов под открытым небом. Живопись на пленэре сделали популярной в Германии знаменитые персонажи мюнхенской культурной жизни Арнольд Бёклин, Макс Клингер и Ханс Тома. Мюнхенскими князьями от живописи считались Фридрих Август фон Каульбах, Франц фон Ленбах, а также Франц фон Штук. Главным произведением Коринта в этом году стал крупноформатный «Диоген». Однако выставка картин в Стеклянном дворце не оправдала возлагавшихся на неё надежд, а напротив подверглась интенсивной критике, заставив Коринта вновь засомневаться в себе. У своего друга Отто Экмана Коринт учился искусству офорта, и к 1894 году появился его цикл офортов «Трагикомедии», где заметно влияние югендстиля и творчества Макса Клингера.
Начиная с 1892 года Коринт создаёт ряд картин со сценами на бойне, произведших впечатление на критиков. Картины написаны в реалистической манере на провокационную тему. Коринт был связан с «революционерами» в мюнхенском искусстве, которые не выставляли свои работы в официозном Стеклянном дворце и встречались в мюнхенском сообществе художников «Аллотрия». В 1892 году из этого объединения выделился Мюнхенский сецессион, к которому помимо Коринта примкнули Макс Либерман, Отто Экман, Томас Теодор Гейне, Ханс Ольде, Ханс Тома, Вильгельм Трюбнер, Франц фон Штук и Фриц фон Уде. Чтобы изменить к лучшему ситуацию с выставками, Коринт вместе с Экманом, Трюбнером, Гейне, Максом Слефогтом, Карлом Штратманом, Германом Обристом и Петером Беренсом хотел в 1893 году создать «Свободное объединение». По этому поводу в Сецессионе возникли разногласия, объединение создано не было, а участвовавшие в этом деле художники были исключены из Сецессиона. Свои выставки они проводили в галерее Шульте.
«Снятие с креста» 1895 года стала первой картиной Коринта, которая была по-настоящему продана. В том же году она была представлена на выставке в Стеклянном дворце и удостоилась золотой медали. С 1895 по 1900 годы на выставках демонстрировались и другие работы Коринта, которые однако не произвели на публику особого впечатления. Через одного из своих друзей Коринт познакомился с членами мюнхенского литературного кружка «Побочное правительство» (нем. Die Nebenregierung), в который в том числе входили писатели Макс Гальбе, граф Эдуард фон Кайзерлинг, Франк Ведекинд и Отто-Эрих Гартлебен. В 1896 году Коринт стал одним из соучредителей существующей и сейчас масонской ложи «Крепкие верностью» (нем. In Treue fest), для которой он написал в 1898 году картину «Братья ложи», изобразив на ней двенадцать членов своей ложи. В последующие годы Коринт создал ряд самых удачных и известнейших произведений. Так, около 1896 года Коринт написал свой знаменитый «Портрет со скелетом», в 1897 году — «Ведьм» и «Искушения святого Антония». В 1900 году он написал «Саломею», на которую возлагал большие надежды, но получил отказ на её участие в выставке Мюнхенского сецессиона. Пережив эту неудачу, Коринт решил покинуть Мюнхен и переехать в Берлин. Там Лейстиков, с которым у него сохранились хорошие отношения, вместе с Максом Либерманом и Паулем Кассирером основал Берлинский сецессион. В июле 1900 года «Саломея» оказывается в центре внимания второй выставки Берлинского сецессиона, и по собственным словам Коринта он становится в Берлине «крупной величиной». Помимо «Саломеи» в этой выставке также участвовали картины «Сусанна и два старца» и «Распятие», а благодаря Лейстикову Коринт получил свои первые заказы на портреты.

### Берлинский период
Осенью 1901 года Ловис Коринт переехал в Берлин и стал членом Берлинского сецессиона. В том же году его картина «Персей и Андромеда» демонстрировалась на выставке Сецессиона у Пауля Кассирера рядом с полотнами Винсента ван Гога, Вильгельма Лейбля и Арнольда Бёклина. Лейстиков помог с мастерской на улице Клопштокштрассе (нем. Klopstockstraße), и 14 октября 1901 года в ней открылась его художественная школа. Его первой ученицей стала 21-летняя Шарлотта Беренд, ставшая у Коринта постоянной моделью. Ещё одним учеником Коринта был Эрих Лассе. Школа принесла прибыль, а картины Коринта стали пользоваться большим успехом.
Уже в декабре Пауль Кассирер организовал специальную выставку работ Коринта, а годом позже Коринт был избран в правление Сецессиона. «Портрет поэта Петера Хилле» вместе с другими работами Коринта: «Самуил проклинает Саула», «Грации» и «Автопортрет с моделью» демонстрировались на выставке Сецессиона в 1902 году. Помимо работ Коринта на этой выставке были представлены картины Эдуара Мане и Эдварда Мунка, а портрет Хилле приобрёл бременский Кунстхалле.
26 марта 1903 года Ловис Коринт женился на Шарлотте Беренд, которая взяла двойную фамилию Беренд-Коринт. 13 октября этого года на свет появился их сын Томас Коринт, и семья переехала на улицу Хендельштрассе (нем. Händelstraße). Дочь Вильгельмина родилась шестью годами позже 13 июня 1909 года.
На ежегодной выставке 1903 года Коринт представил свою «Девочку с быком» и «Борьбу Одиссея с нищим», в 1904 году были написаны «Тини Зендерс» и «Положение во гроб». В том же году Кассирер провёл в своей галерее выставку француза Поля Сезанна, которая произвела на Коринта сильное впечатление. В 1906 году Коринт начал своё первое крупное литературное произведение — «Автобиографию», над которой он работал вплоть до своей смерти в 1925 году. После смерти художника её опубликовала вдова Коринта. В этом же году Коринт создал целый ряд известных и привлекающих внимание работ, как «Снятие с креста», «Детство Зевса», «После купания», а также «Рудольф Риттнер в образе Флориана Гейера». В 1907 году появились «Пленение Самсона», «Великие мучения», «Автопортрет со стаканом», а также вызвавшая многочисленные споры «Лежащая обнажённая».
В 1908 году свет увидели два литературных произведения Коринта: «Легенды из жизни художника», которая как и «Автобиография» рассказывает о жизни Коринта, и «Изучение живописи», учебник, знакомящий читателя с живописью и её техниками. Заслуживает внимания и художественные работы Коринта этого года: «Сусанна в купальне», «Орфей» и «Портрет художника Вальтера Лейстикова». Лейстиков умер в этот год, и Коринт посвятил ему книгу под названием «Жизнь художника Лейстикова», которая вышла у Кассирера в 1910 году.
В 1910 году Коринту удалось представить несколько своих картин на уже получившей признание выставке Сецессиона: «Оружие Марса», «Мытьё ног» и семейный портрет «Художник и его семья», на которой изображены все члены его семьи. Ловис Коринт наряду с Максом Либерманом считался в это время одним из самых признанных и востребованных художников Берлинского сецессиона, и несколько его картин было приобретено Гамбургским кунстхалле.
В 1911 году Макс Либерман, являвшийся президентом Берлинского сецессиона, и члены его правления Макс Слефогт, Пауль Кассирер и др. ушли в отставку, а новым руководителем объединения был избран Ловис Коринт. В том же году Сецессион провёл выставку в честь умершего Фрица фон Уде, являвшегося членом Сецессиона. На весенней выставке Сецессиона также демонстрировались работы Пабло Пикассо и Фердинанда Ходлера. Коринт представил на этой выставке свою картину «Нана» и два портрета поэта Фердинанда Майера. В декабре у Коринта случился инсульт, который закончился односторонним параличом. В 1909—1919 годы Ловис Коринт проводил много времени на новом тогда курорте Нинхаген близ Бад-Доберана и написал много рисунков и картин, посвящённых Мекленбургу. Весну 1912 года он провёл в отпуске вместе с женой на ривьере, а летом написал «Ослеплённого Самсона». В декабре Пауль Кассирер был вновь избран в правление Сецессиона, Коринт ушёл в отставку, отклонив предложение остаться в правлении и жюри.
В 1913 году вышла первая монография о художнике Ловисе Коринте, написанная Георгом Бирманном. В качестве акта примирения с Коринтом Пауль Кассирер организовал в этом году большую ретроспективу работ художника, которую открыл Макс Либерман. Всего в этой выставке участвовало 228 масляных картин Коринта. С творчеством Коринта в тот год можно было также познакомиться на «Большой выставке искусства Дюссельдорф 1913» в Мангейме и на Всемирной выставке в Генте, а также в различных картинных галереях и музеях Баден-Бадена, Мюнхена и Дрездена. На весенней выставке Берлинского сецессиона, отмечавшего в 1913 году своё пятнадцатилетие, были представлены его «Ариадна на Наксосе» и «Торговец восточными коврами». На этой выставке помимо художников, сотрудничавших с Сецессионом в течение этих 15 лет, впервые участвовал художник Анри Матисс. Эта выставка, как и осенняя выставка того же года, в которой приняли участие работы Эдварда Мунка, Пабло Пикассо, Эрнста Людвига Кирхнера и др., пользовались большим успехом. Однако успехи Сецессиона и выставок Кассирера не могли скрыть внутренние противоречия. В том же году Кассиреру как члену жюри Сецессиона были предъявлены серьёзные обвинения, связанные с его коммерческой деятельностью в сфере искусства, что привело к выходу из Сецессиона 42 художников, включая Макса Либермана и всего состава правления. Ловис Коринт остался в Сецессионе, получившем название Свободный сецессион, где он был единственным художником с международной славой.
В 1914 году Коринт объездил Монте-Карло и Рим, где его внимание в особенности привлекли фрески Рафаэля в Ватикане. Далее он направился в Санкт-Мориц, где его поездка была прервана начинающейся Первой мировой войной. Коринт вместе со Слефогтом, Либерманом и Эрнстом Барлахом был среди тех известных художников, которые приветствовали начало войны. Ловис Коринт, который в своём докладе «О сути живописи» перед свободным студенчеством Берлинского университета в январе 1914 года уже заявил о своих патриотических взглядах, видел в войне возможность нового начала, которое позволить немецкому искусству доказать свою значимость:
«Мы покажем миру, что сегодня немецкое искусство марширует на вершине мира. Прекратить галлийско-славянское обезьянничанье последнего периода нашей живописи!»
В 1915 году Коринт вновь был избран председателем Берлинского сецессиона и работал над выставкой, которая по его идее была призвана подчеркнуть старые ценности немецкой живописи. Для неё он предоставил несколько своих натюрмортов и портретов, а также картину «Иосиф и жена Потифара».
В последующие годы Коринт в своём творчестве всё больше концентрируется на теме войны. Так в 1917 году появились «Каин» и «Портрет гросс-адмирала Альфреда фон Тирпица». В тот же год писатель Карл Шварц опубликовал книгу «Графика Ловиса Коринта», подробно рассказывающую о рисунках и графике Коринта. В августе Коринт побывал в Тапиау и подарил родному городу, присвоившему ему звание почётного жителя, несколько своих работ.
В марте 1918 года Берлинский сецессион посвятил Ловису Коринту выставку по случаю его 60-летия, на которой было представлено 140 его картин маслом, несколько работ Коринта участвовали также в весенней выставке Сецессиона. В это же время берлинская Национальная галерея приступила к созданию систематической коллекции работ Коринта, которая после войны демонстрировалась в отделе нового искусства во Дворце кронпринцев. Берлинская академия художеств присвоила ему звание профессора. После окончания войны, слома империи, за которыми последовала Ноябрьская революция и Веймарская республика, вера Коринта в немецкую живопись была подорвана:
«Государство Гогенцоллернов уничтожено до основания. Я чувствую себя пруссаком и имперским немцем.»

### Позднее творчество на Вальхензее
В 1919 году Ловис Коринт приобрёл земельный участок в деревушке Урфельд на озере Вальхензее, где его супруга Шарлотта Беренд построила дом. Он стал местом уединения художника, где он писал преимущественно пейзажи, портреты и натюрморты, всё более удаляясь от художественной жизни. Его картины на Вальхензее получили признание и стали успешными с финансовой точки зрения. По его собственным словам так много работ «никогда не было продано, как после развала страны. Картины практически срывали с мольберта, и выставки никогда не переживали такого расцвета, как сейчас». В том же году вышел альбом офортов «Античные легенды», вслед за которым в 1920 году вышло «Полное собрание сочинение», включившее в себя наиболее значимые газетные статьи и произведения Коринта.
15 марта 1921 года Ловису Коринту было присвоено звание почётного доктора кёнигсбергской Альбертины, сам Коринт до самой смерти в 1925 году редактировал свою «Автобиографию» и написал картины «Красный Христос», где художник отобразил жестокости распятия, «Флору» и последнюю версию «Сусанны и старцев». Кроме того в это время Коринт по памяти написал портреты своих коллег: Бернта Грёнвольда, Леонида Пастернака и Георга Брандеса. Другими известными произведениями позднего периода являются «Троянский конь», «Карменсита» и портреты детей Коринта Томаса и Вильгельмины.
В 1923 году к 65-летию Коринта Национальная галерея организовала выставку с участием 170 картин, находившихся в частных собраниях. Поздние произведения художника участвовали в выставке Сецессиона в Берлине и крупных выставках Коринта в цюрихском Кунстхаусе и Кёнигсберге в 1924 году. В том же году Коринт написал портрет имперского президента Фридриха Эберта, в котором по его собственному признанию он видел не столько социал-демократа, сколько современного правителя Германии с хорошим характером.
В 1925 году Коринт стал почётным членом Баварской академии художеств, а в Берлине прошла выставка акварелей Коринта. Его последней крупной работой стал «Ecce Homo», который он закончил прямо перед отъездом в Дюссельдорф и Амстердам 16 июня 1925 года, чтобы ещё раз посмотреть на работы Франса Халса и Рембрандта. 17 июля Коринт умер в Зандворте близ Амстердама от воспаления лёгких, его тело было перевезено в Берлин и погребено на Юго-Западном кладбище в Штансдорфе. После смерти Коринта вышла в свет серьёзная монография Альфреда Кунса, в Берлине в память о художнике в Национальной галерее состоялась выставки картин и акварелей художника, а в академии художеств — выставка графики.

## Оценка творчества Коринта при национал-социалистах
Хотя при жизни Коринт считался видным представителем немецкого искусства и как патриот всячески способствовал его развитию, многие его работы подверглись критике во времена Третьего рейха. Если ранние импрессионистские работы Коринта полностью соответствовали национал-социалистическим представлениям национал-социалистов, то поздние, частью экспрессионистские работы были признаны «дегенеративным искусством». Эту трансформацию в творчестве художника рассматривали как следствие апоплексического удара в 1911 году и якобы случившегося второго инсульта в 1918 году.
В ходе чистки было конфисковано 295 работ Ловиса Коринта, среди которых оказалась большая часть собрания Национальной галереи и Гамбургского кунстхалле. Некоторые произведения попали на выставку «дегенеративного искусства» в Мюнхене. Большинство работ Коринта впоследствии было продано за границу, преимущественно в Швейцарию.

## Творчество

### Картины, рисунки, графика
Ловис Коринт создал более 1000 картин и столько же акварелей, рисунков и графики. Кроме этого он написал целый ряд книг и статей для нескольких печатных изданий в сфере искусства.
Многие из его произведений в настоящее время демонстрируются в галереях и музеях Германии и за рубежом, большая часть творческого наследия Коринта находится в частных коллекциях. Много работ Коринта было утеряно во Вторую мировую войну.

### Сочинения
Помимо статей для газет Коринт опубликовал несколько книг:
- Das Leben Walter Leistikows. Ein Stück Berliner Kulturgeschichte. Bruno Cassirer Berlin 1910.
- Das Erlernen der Malerei. Ein Handbuch. 1-3. Auflage, Bruno Cassirer Berlin 1920.
- Legenden aus dem Künstlerleben. 1. und 2. Auflage, Bruno Cassirer Berlin 1918.
- Selbstbiographie. Hirzel Leipzig 1926
- Meine frühen Jahre. Claassen Hamburg 1954.
- Gesammelte Schriften. Herausgegeben und mit einem Vorwort von Kerstin Englert, Fritz Gurlitt Berlin 1920.

## Память
В августе 2022 года в Гвардейске (бывшем Тапиау) был открыт музей Ловиса Коринта. Дом сохранился до наших дней, однако документальных свидетельств того, как он выглядел при Коринте, не осталось. Реставраторы придерживались планировки типовых немецких домов — причем не середины XIX века, а уже 1930-х годов.
- Дом художника в Гвардейске(бывшем Тапиау) до реставрации
- Памятная доска Коринту в Мюнхене
- Фарфоровая памятная доска Коринту в берлинском районе Тиргартен по адресу Klopstockstraße 25/27